# Riparia
Riparia – rodzaj ptaków z podrodziny jaskółek (Hirundininae) w obrębie rodziny jaskółkowatych (Hirundinidae).

## Rozmieszczenie geograficzne
Rodzaj obejmuje gatunki występujące w Eurazji, Afryce, Ameryce Północnej i Południowej.

## Morfologia
Długość ciała 11–12 cm, masa ciała 9,6–19,5 g.

## Systematyka
Rodzaj zdefiniował w 1817 roku brytyjski przyrodnik Thomas Ignatius Maria Forster w publikacji własnego autorstwa poświęconej synoptycznemu katalogowi brytyjskich ptaków. Gatunkiem typowym jest (oznaczenie monotypowe) brzegówka zwyczajna (R. riparia).

### Etymologia
Riparia: łac. riparius ‘gniazdujący na brzegu’, od ripa ‘brzeg rzeki’.

### Podział systematyczny
Do rodzaju należą następujące gatunki:
- Riparia paludicola (Vieillot, 1817) – brzegówka mała
- Riparia cowani (Sharpe, 1882) – brzegówka madagaskarska
- Riparia chinensis (J.E. Gray, 1830) – brzegówka szarogardła
- Riparia congica (Reichenow, 1887) – brzegówka malutka
- Riparia riparia (Linnaeus, 1758) – brzegówka zwyczajna
- Riparia diluta (Sharpe & Wyatt, 1893) – brzegówka azjatycka